# アンドレザ・ジャイアントパンダ
アンドレザ・ジャイアントパンダ（2016年1月1日 - ）は、日本で活動しているプロレスラー。リングネームは往年の名レスラー「アンドレ・ザ・ジャイアント」にちなむ。なお、「アンドレ・ザ・ジャイアントパンダ」は誤表記。

## 経歴
その名の通り、ジャイアントパンダ（というギミック）だが生まれてすぐに「1ヶ月で1年分成長してしまう」病気である巨熊症を発症したという。そのため、食欲も旺盛で「小さい頃から通常のパンダの3頭分を食べる」ことから、両親に捨てられて中国パンダ界ではいじめられていた。
森の中で死にかけていたところを北海道根室市の水産加工会社で実習経験のある中国人の王さんに拾われるが、極端な対熊猫恐怖症にかかっており、しばらくは引きこもり生活が続いた。
王さんが水産加工会社で世話になった新根室プロレスの会長であるサムソン宮本に連絡したところ興味を示して来日。
2017年7月30日、新根室プロレス別海町ぷらと前多目的広場大会の対ハルク豊満戦でデビュー。デビュー直後から、その巨体が話題となる。10月4日、大日本プロレス釧路青雲台体育館大会に参戦。11月17日、大日本プロレス上野恩賜公園野外ステージ大会に参戦。
2018年1月18日、プロレス大賞の授賞式に特別ゲストとして登場。3月1日、彼女のティンティンが男児を出産して1児の父親になった。11月、インタビューを受けた際に「もっと有名になってWWEで試合をしたい。そして両親に再会したいんだ」と語っている。7月7日、九州プロレス福岡国際センター大会に参戦。10月21日、DDTプロレスリング両国国技館大会に参戦。
2019年2月16日、DDTプロレスリング両国国技館大会「マッスルマニア 2019 in 両国〜俺たちのセカンドキャリア〜」に参戦して「純烈新メンバーオーディション2019 時間差バトルロイヤル」に優勝。純烈の新メンバーとなるが不倫スキャンダルが発覚して即日脱退（というブック）。3月26日、西口プロレス後楽園ホール大会に参戦。5月19日、根室警察署の一日署長に就任。また、妻のティンティンは一日副署長、長男のラジャ・パンダは一日交通課長に就任。6月9日、愛媛プロレス松山市総合コミュニティセンター企画展示ホール大会に参戦。10月13日、新根室プロレス新木場大会参戦。12月31日をもって新根室プロレスが解散。
2020年9月11日、新根室プロレス代表であり、育ての親であったサムソン宮本が死去。
2021年9月11日、サムソン宮本メモリアル一周忌に参戦。
9月26日、愛媛プロレスに参戦、この時は所属無しのフリーで参戦している。

## 得意技
アンドレザプレス
2階からの光速ヘッドバット
「技を食らうと願いが叶う」ということから幸運のヘッドバットという異名も持つ。

## タイトル歴
- 日本インディー大賞（ニューカマー賞）

## 人物
- 会話は一部の人間以外とは基本的にできず、通常は宮本が通訳を務めているがメディアで唯一、FIGHTING TV サムライのキャスターである元井美貴とは意思疎通が可能とされている[17]。

## メディア出演

### テレビ
- レバレバ!ノールスペシャルドラマ「迷子のバレンタイン」（UHB）（2018年2月16日）[18]
- その道のプロも驚き!畑違い先生のスゴ話（日本テレビ）（2018年3月10日）
- めちゃ×2イケてるッ!（フジテレビ）（2018年3月17日）
- 行列のできる法律相談所（日本テレビ）（2018年3月18日、8月26日）
- イチオシ!（HTB）（2018年4月11日）
- イチオシ!モーニング（HTB）（2018年4月12日）
- THE MUSIC DAY（日本テレビ）（2018年7月7日）
- ニュース シブ5時（NHK）（2018年7月27日）
- 逃走中（フジテレビ）（2018年9月2日）
- 北海道日本ハムファイターズVSオリックス・バファローズ（GAORA）（2018年9月16日）
- EXILE TRIBE 男旅（UHB）（2018年11月10日、11月17日、12月1日）
- ドラマ「名探偵・明智小五郎 」(テレビ朝日) (2019年3月31日)
- ブギウギ専務（STV）（2019年5月12日）
- 世界の果てまでイッテQ!（日本テレビ）（2020年7月19日）
- バナナサンド (TBS) (2021年12月7日)

### ネット配信
- 72時間ホンネテレビ（AbemaTV）（2017年11月3日）
- マイナビ東京ガールズコレクション 2018 A/W（LINE LIVE）（2018年9月1日）

### 雑誌
- KAMINOGE（東邦出版）（2018年2月20日、10月1日）
- BUBKA（白夜書房）（2018年9月29日）
- 週刊プロレス（ベースボール・マガジン社） （2018年10月10日）